# Guedesia castaneus
Guedesia castaneus är en skalbaggsart som först beskrevs av Auguste Lameere 1912.  Guedesia castaneus ingår i släktet Guedesia och familjen långhorningar. Inga underarter finns listade i Catalogue of Life.